# Right to Censor
The Right to Censor (também conhecida como RTC) foi um grupo ("stable") de wrestling profissional que lutou na World Wrestling Federation de meados de 2000 até o começo de 2001. O grupo era uma paródia da Parents Television Council ("Conselho Televisivo dos Pais"), que estava, na época, protestando pelo quantidade de conteúdo violento e sexual na programação da WWF, ameaçando boicotar diversos de seus patrocinadores. De acordo com a membro do grupo, Ivory, o escritor responsável pela ideia do grupo deixou a companhia antes do grupo se tornar ativo.
O uniforme do Right to Censor era uma camiseta branca com uma gravata preta, com sungas cinzas para os homens uma longa e cinza saia para as mulheres, parodiando um missionário mórmon.

## História

### Formação e rivalidades
O grupo se formou quando Steven Richards passou a aparecer aleatoriamente nos programas da WWF para cobrir os corpos das mulheres ou remover objetos perigosos das lutas, como mesas e cadeiras. Ele aparentemente se desagradou com a reputação dos Acolytes e desaprovou o uso de mesas dos Dudleys. Eventualmente, Bull Buchanan, The Goodfather (antes conhecido como Godfather), Val Venis e Ivory se juntaram a ele. O grupo temporariamente forçou The Kat a entrar no grupo, mas a lutadora foi demitida antes de que a história se concluísse.
O Right to Censor ("Direito de Censurar") saiu vitorioso de pelo menos uma luta em todos os pay-per-views que participaram. No SummerSlam de 2000, Richards, Buchanan e The Goodfather venceram uma derrotaram Too Cool e Rikishi em uma luta de trios. No evento seguinte, Unforgiven, RTC (agora com Val Venis) derrotou Acolytes Protection Agency (APA) e os Dudley Boyz em uma luta de quartetos. Mesmo após The Goodfather e Bull Buchanan perderem um desafio dos Dudleys no No Mercy, Venis e Richards derrotaram Chyna e Mr. Ass em uma luta de duplas. Quando a Campeã Feminina Ivory juntou-se ao grupo, ela ganhou três lutas seguidas em pay-per-views. Ela derrotou Lita no Survivor Series, enquanto The Goodfather e Buchanan perderam uma luta Survivor Series Elimination. No Armageddon, Ivory saiu vitoriosa de uma luta Triple Threat contra Molly Holly e Trish Stratus, e Val Venis derrotou Chyna. Enquanto isso, Buchanan e The Goodfather perderam o World Tag Team Championship para Edge e Christian em uma luta entre quatro duplas. No Royal Rumble de 2001, Ivory derrotou Chyna; enquanto Buchanan, The Goodfather e Venis foram eliminados da luta Royal Rumble. No Way Out marcou a última vitória do RTC em um pay-per-view quando Steven Richards derrotou Jerry Lawler.

### Separação
WrestleMania X-Seven foi o fim simbólico do Right to Censor, já que o grupo perdeu todas as lutas em que participaram, Buchanan, Venis e The Goodfather perderam uma uma luta de trios para a APA e Tazz, enquanto Ivory perdeu seu título para Chyna.
O grupo finalmente se separou após Steven Richards sofrer um Last Ride de The Undertaker. The Goodfather, Buchanan e Val Venis foram embora, o deixando sozinho no ringue. Depois disso, os membros do grupo ficaram fora da televisão por um tempo, até que Richards se tornou um vilão e Bull Buchanan se tornou B² (B-Squared), guarda-costas de John Cena antes de ser demitido.

## Títulos e prêmios
- World Wrestling Federation
  - WWF Tag Team Championship (1 vez, Buchanan e Goodfather)
  - WWF Women's Championship (1 vez, Ivory)